# 4 novembre
Pour les articles homonymes, voir Quatre-Novembre.
4 octobre 4 décembre
Chronologies thématiques
- Croisades
- Ferroviaires
- Sports
- Disney
- Anarchisme
- Catholicisme

Abréviations / Voir aussi
- (° 1852) = né en 1852
- († 1885) = mort en 1885
- a.s. = calendrier julien
- n.s. = calendrier grégorien
- Calendrier
- Calendrier perpétuel
- Liste de calendriers
- Naissances du jour

Le 4 novembre est le 308e jour de l'année du calendrier grégorien, 309e lorsqu'elle est bissextile (il en reste ensuite 57).
C'était généralement l'équivalent du 14 brumaire du calendrier républicain ou révolutionnaire français, officiellement dénommé jour de l'endive.

## Événements

### XIVesiècle
- 1380 : sacre de Charles VI comme roi de France.

### XVesiècle
- 1429 : victoire de Jeanne d'Arc, lors du siège de Saint-Pierre-le-Moûtier, pendant la guerre de Cent Ans.

### XVIesiècle
- 1576 : début du sac d'Anvers, pendant la guerre de Quatre-Vingts Ans.

### XVIIesiècle
- 1612 : (22 octobre dans le calendrier julien), révolte populaire qui expulsa de Moscou les forces d'occupation polono-lituaniennes, dans le cadre de la Guerre polono-russe (1605-1618)
- 1619 : couronnement du roi de Bohême Frédéric V du Palatinat.
- 1677 : mariage de Guillaume III d'Orange-Nassau et Marie II d'Angleterre.

### XVIIIesiècle
- 1758 : raid sur Grimrose, durant la campagne du fleuve Saint-Jean.
- 1780 : début de la révolte de Túpac Amaru II.
- 1791 : bataille de la Wabash.

### XIXesiècle
- 1848 : promulgation de la Constitution de la deuxième République française.
- 1852 : Camillo Cavour devient président du conseil des ministres du royaume de Sardaigne.
- 1864 : début de la bataille de Johnsonville, pendant la guerre de Sécession.

### XXesiècle
- 1911 : traité franco-allemand, à la suite du coup de force d'Agadir au Maroc.
- 1918 : l'armistice de Villa Giusti entre en vigueur, fin des combats sur le front italien (Première Guerre mondiale).
- 1939 : les États-Unis adoptent la loi de 1939 sur la neutralité, en plein début de la Seconde Guerre mondiale ailleurs.
- 1946 : résolution 10 du Conseil de sécurité des Nations unies, relative à la question espagnole.
- 1948 : résolution 61 du Conseil de sécurité des Nations unies, relative la question de la Palestine.
- 1950 : signature de la Convention européenne des droits de l'homme.
- 1952 : élection de Dwight D. Eisenhower à la présidence des États-Unis.
- 1956 : entrée de l'armée soviétique dans Budapest.
- 1970 : investiture du président du Chili Salvador Allende.
- 1979 : prise d'assaut de l'ambassade américaine à Téhéran.
- 1980 : élection de Ronald Reagan à la présidence des États-Unis.
- 1984 : élection de Daniel Ortega à la présidence de la république du Nicaragua.
- 1993 : Jean Chrétien devient Premier ministre du Canada.
- 1995 : assassinat du Premier ministre israélien Yitzhak Rabin, et tentative d'assassinat de Shimon Peres, lors d'une manifestation pour la paix.

### XXIesiècle
- 2008 :  élection de Barack Obama à la présidence des États-Unis[1].
- 2015 :
  - Justin Trudeau est nommé Premier ministre du Canada, à la suite de la victoire du Parti libéral, lors de l’élection fédérale canadienne de 2015.
  - le Premier ministre de Roumanie Victor Ponta démissionne, après avoir été impliqué dans un scandale de corruption.
- 2016 : en Turquie, arrestation de onze députés du Parti démocratique des peuples (HDP), pour des liens supposés avec le Parti des travailleurs du Kurdistan (PKK).
- 2017 : 
  - au Liban, le président du Conseil des ministres Saad Hariri annonce sa démission.
  - En Arabie saoudite, le prince héritier Mohammed ben Salmane fait arrêter onze membres de sa famille royale, et de nombreux dignitaires, sous couvert de corruption.
- 2018 : en France, référendum sur l'indépendance de la Nouvelle-Calédonie, collectivité territoriale dans l'Océan pacifique.
- 2019 : en Roumanie, le nouveau gouvernement, dirigé par le libéral Ludovic Orban, est investi par le Parlement[2].
- 2020 : en Éthiopie, déclenchement d'un conflit armé dans le Tigré entre le Front de libération du peuple du Tigray, séparatiste, et le gouvernement fédéral[3].

## Arts, culture et religion
- 1737 : inauguration du Teatro San Carlo de Naples.
- 1783 : création de la Symphonie no 36 de Mozart.
- 1922 : l'égyptologue britannique Howard Carter découvre le tombeau de Toutânkhamon, après avoir failli abandonner ses fouilles vieilles de quatre ans, dans la vallée égyptienne « des Rois ».
- 1924 : création d'Intermezzo, opéra de Richard Strauss, à Dresde (Allemagne).
- 1988 : au Burgtheater de Vienne, première de Place des Héros, pièce de théâtre de Thomas Bernhard, le plus grand scandale théâtral (de) de l'histoire de la Deuxième République autrichienne.
- 2001 : première mondiale à Londres du premier film de la saga des Harry Potter[4].
- 2012 : Théodore II d'Alexandrie est désigné pape de l’Église copte orthodoxe.
- 2019 : attribution du prix Goncourt à Jean-Paul Dubois, pour Tous les hommes n'habitent pas le monde de la même façon ; et du prix Renaudot à Sylvain Tesson, pour La Panthère des neiges.

## Sciences et techniques
- 1939 : présentation de la première voiture à air conditionné par la firme Packard.
- 1970 : l'avion supersonique Concorde 001 vole à Mach 2.

## Économie et société
- 1984 : ouverture d'antenne de Canal+, première chaîne de télévision à péage en France.
- 1999 : lancement d'I-Télé, future CNews, chaîne d'information du Groupe Canal+.
- 2015 : écrasement d'un Antonov An-12 au Soudan du Sud, causant environ 40 victimes.
- 2016 : premier attentat revendiqué par l’organisation "État islamique" en Turquie.

## Naissances

### XVIesiècle
- 1590 : Gerrit van Honthorst, peintre flamand († 27 avril 1656).

### XVIIesiècle
- 1601 : Henri de Bourbon-Verneuil, fils naturel du roi Henri IV et de sa maîtresse Catherine-Henriette de Balzac d'Entragues, marquise de Verneuil († 28 mai 1682).

### XVIIIesiècle
- 1731 : Marie-Josèphe de Saxe, mère de Louis XVI, dauphine de France par son mariage avec le dauphin Louis, fils de Louis XV († 13 mars 1767).
- 1765 : Pierre-Simon Girard, ingénieur et physicien français († 30 novembre 1835).

### XIXesiècle
- 1829 : Philip Lutley Sclater, juriste et zoologiste britannique († 27 juin 1913).
- 1830 : Paul Topinard, médecin et anthropologue français († 20 décembre 1911).
- 1868 : la Belle Otero (Agustina Otero Iglesias dite), chanteuse et danseuse française († 10 avril 1965).
- 1872 :  Richard Roundell, homme politique britannique ( † 5 janvier 1940).
- 1879 : Will Rogers, acteur, scénariste et producteur américain († 15 août 1935).
- 1881 : Carlo Chiarlo, prélat italien († 21 janvier 1964).
- 1884 : 
  - Harry Ferguson, ingénieur et inventeur irlandais († 25 octobre 1960).
  - Claes Johanson, lutteur suédois, champion olympique en 1912 († 9 mars 1949).
- 1877 : Florence Culwick, Musicienne et cheffe de cœur irlandaise († 30 août 1929).
- 1892 : Dieudonné Costes, aviateur français († 18 mai 1973).

### XXesiècle
- 1902 : Pierre Verger, photographe et ethnologue français († 11 février 1996).
- 1908 : Joseph Rotblat, physicien britannique d'origine polonaise († 31 août 2005).
- 1913 : Gig Young, acteur américain († 19 octobre 1978).
- 1915 : Jean Laby, une des premières physiciennes de l'atmosphère australienne.
- 1916 :
  - Walter Cronkite, journaliste américain († 17 juillet 2009).
  - Ruth Handler, femme d’affaires américaine, créatrice de la poupée Barbie († 27 avril 2002).
- 1918 :
  - Art Carney, acteur et producteur américain († 9 novembre 2003).
  - Cameron Mitchell, acteur américain († 6 juillet 1994).
- 1919 :
  - Martin Balsam, acteur américain († 13 février 1996).
  - Simonne Monet-Chartrand, syndicaliste et écrivaine québécoise († 18 janvier 1993).
- 1920 : Kanitha Wichiencharoen, défenseure des droits des femmes en Thaïlande († 12 mai 2002).
- 1922 : 
  - Benno Besson, homme de théâtre suisse († 23 février 2006).
  - Annick de Souzenelle (née Meaulle), écrivaine française d'ouvrages de spiritualité, devenue centenaire.
- 1923 :
  - Alfred Henry « Freddy » Heineken (en), homme d’affaires néerlandais († 3 janvier 2002).
  - Howie Meeker, hockeyeur professionnel, analyste et homme politique canadien († 8 novembre 2020).
  - Marcel Robidas, homme politique québécois († 17 mai 2009).
- 1924 : Jacques Thébault, acteur et doubleur vocal français († 15 juillet 2015).
- 1928 : Jacques Folch-Ribas, écrivain, critique littéraire, enseignant et journaliste québécois d’origine espagnole catalane.
- 1929 : 
  - Shakuntala Devi, calculateur prodige († 21 avril 2013).
  - Daisy de Galard, journaliste et productrice de télévision française († 6 janvier 2007).
  - Henri Gault (Henri Gaudichon dit), journaliste et chroniqueur critique gastronomique français († 10 ou 9 juillet 2000).
- 1931 : Bernard Francis Law, prélat américain († 20 décembre 2017).
- 1932 : Thomas Klestil, chef d'État autrichien († 6 juillet 2004).
- 1934 : Fermín Murillo, matador espagnol († 29 octobre 2003).
- 1936 : 
  - Tony Petrucciani (de) (Antoine dit), guitariste et professeur français de jazz, père de Michel Petrucciani.
  - Didier Ratsiraka, chef d'État malgache († 28 mars 2021).
- 1937 : Michael Wilson, homme politique canadien († 10 février 2019).
- 1940 : 
  - Claude Bez, expert-comptable bordelais puis ancien dirigeant français de football président des Girondins de Bordeaux († 26 janvier 1999).
  - Marlène Jobert, actrice puis conteuse française pour enfants.
- 1944 : Padma Bandopadhyay, médecin et air marshal(l) dans l'armée de l'air indienne.
- 1946 : 
  - Laura Bush, un temps première dame des États-Unis.
  - Robert Mapplethorpe, photographe américain († 9 mars 1989).
  - Isamu Sonoda, judoka japonais champion olympique.
- 1948 : Amadou Toumani Touré, chef d'État malien († 10 novembre 2020).
- 1950 : Charles Frazier, romancier américain.
- 1951 :
  - Traian Băsescu, chef d'État roumain.
  - Cosey Fanni Tutti, artiste, performeuse, plasticienne, chanteuse, compositrice et musicienne britannique.
- 1952 : Raymond Gravel, prêtre catholique et homme politique québécois († 11 août 2014).
- 1953 : Jacques-Joseph Villeneuve, pilote québécois de course automobile et de motoneige.
- 1956 : Jordan Rudess, musicien américain, claviériste du groupe Dream Theater.
- 1957 : 
  - Ariane Carletti, animatrice et productrice de télé française († 3 septembre 2019).
  - Alexandre Tkatchev, gymnaste soviétique, double champion olympique.
- 1958 : 
  - Bert Romp, cavalier néerlandais, champion olympique († 4 octobre 2018).
  - Dominique Voynet, femme politique française.
- 1959 : Yaltchin Adiguezalov, chef d'orchestre azerbaïdjanais.
- 1961 : Ralph Macchio, acteur américain.
- 1962 : Magyd Cherfi, musicien et écrivain français du groupe Zebda.
- 1963 :
  - Hennadiy Avdyeyenko, athlète ukrainien, champion olympique du saut en hauteur.
  - Nicolas Canteloup, humoriste français.
  - Marc Déry, auteur-compositeur et interprète québécois.
  - Michel Therrien, entraîneur de hockey québécois.
- 1964 : Sylvie Roy, femme politique québécoise († 31 juillet 2016).
- 1965 : Pata (Tomoaki Ishizuka dit), guitariste japonais.
- 1966 : Mireia Cornudella Felip, skipper espagnole d'origine catalane.
- 1967 : Eric Karros, joueur de baseball américain.
- 1968 : 
  - Almudena Muñoz, judokate espagnole, championne olympique.
  - Uwe Peschel, coureur cycliste allemand, champion olympique.
- 1969 :
  - Diana Bianchedi, fleurettiste italienne championne olympique.
  - Kathrin Boron, rameuse d'aviron allemande quadruple championne olympique.
  - Puff Daddy (Sean Combs dit), chanteur américain.
  - Matthew McConaughey, acteur américain.
  - Samantha Smith, actrice américaine.
  - Diana Bianchedi, fleurettiste italienne, championne olympique.
- 1972 : Luís Figo, footballeur portugais.
- 1975 :
  - Éric Fichaud, gardien de but de hockey sur glace canadien.
  - Heather Tom, actrice américaine[5]
  - Erin Wall, artiste lyrique soprano canadiano-américaine († 8 octobre 2020).
  - Lorenzen Wright, basketteur américain († 28 juillet 2010).
- 1976 : Dmitriy Yaroshenko, biathlète russe.
- 1979 : Audrey Hollander, actrice américaine.
- 1980 : 
  - Jerry Collins, rugbyman néo-zélandais († 5 juin 2015).
  - Marcy Rylan, actrice américaine.
- 1982 :
  - Yohann Pelé, footballeur français.
  - Kamila Skolimowska, athlète polonaise, championne olympique du lancer du marteau († 18 février 2009).
  - Diego Ventura, rejoneador portugais.
- 1984 : 
  - Dustin Brown, hockeyeur professionnel américain.
  - Anna Ngoulou Seck, escrimeuse sénégalaise.
- 1987 : T.O.P (Choi Seung-hyun dit), chanteur et acteur sud-coréen du groupe BIGBANG.
- 1998 : Darcy Rose Byrnes, actrice américaine.
- 2000 : Feryel Ziden, escrimeuse tunisienne.

## Décès

### XVIIIesiècle
- 1781 : Johann Nikolaus Götz, poète allemand (° 9 juillet 1721).

### XIXesiècle
- 1847 : Felix Mendelssohn, compositeur allemand (° 3 février 1809).
- 1856 : Paul Delaroche, peintre français (° 17 juillet 1797).
- 1886 : James Martin, homme politique et juge australien (° 14 mai 1820).
- 1893 : Pierre Tirard, homme politique français (° 27 septembre 1827).

### XXesiècle
- 1904 : Valentine Cameron Prinsep, peintre anglais (° 14 février 1838).
- 1918 : Wilfred Owen, poète britannique (° 18 mars 1893).
- 1919 : Sophie Tolstoï, romancière, diariste et photographe russe, relectrice-correctrice de Léon Tolstoï (° 22 août 1844).
- 1921 : Takashi Hara, homme politique japonais (° 15 mars 1856).
- 1924 : Gabriel Fauré, compositeur français (° 12 mai 1845).
- 1934 : Catherine Scott, écrivaine britannique et cofondatrice du PEN International (° août 1865).
- 1940 : Harry Bernard, acteur américain (° 13 janvier 1878).
- 1950 : Grover Cleveland Alexander, lanceur de baseball américain (° 26 février 1887).
- 1951 : Ernesto Ambrosini, athlète italien (° 29 septembre 1894)
- 1953 : Pierre-Georges Roy, historien et archiviste québécois (° 23 octobre 1870).
- 1955 : Cy Young, lanceur de baseball américain (° 29 mars 1867).
- 1956 : Jules Saliège, prélat français (° 24 février 1870).
- 1960 : Raïssa Maritain, philosophe française, épouse de Jacques Maritain (° 12 septembre 1883).
- 1968 : Michel Kikoïne, peintre français (31 mai 1892).
- 1969 : Carlos Marighella, homme politique brésilien (° 5 décembre 1911).
- 1975 : Ezzat Husrieh, journaliste syrien (° 1914).
- 1982 : 
  - Dominique Dunne, actrice américaine (° 23 novembre 1959).
  - Jacques Tati (Jacques Tatischeff dit), réalisateur et acteur français  (° 9 octobre 1907).
- 1985 :
  - Mag-Avril (Marguerite Perrée-Sauvan dite), actrice française (° 9 mars 1899).
  - Jean-Marie Lemieux, acteur québécois (° 14 décembre 1939).
  - Line Noro, actrice française (° 22 février 1900).
- 1987 : Pierre Seghers, poète et éditeur français (° 5 janvier 1906).
- 1994 : Sam Francis, peintre américain (° 25 juin 1923).
- 1995 :
  - Gilles Deleuze, philosophe français (° 18 janvier 1925).
  - Yitzhak Rabin, homme d'État israélien (° 1er mars 1922).
- 1998 : 
  - Sadok Boussofara, médecin et homme politique tunisien (° 5 décembre 1906).
  - Marcel Peyrat, homme politique français (10 mai 1913).

### XXIesiècle
- 2002 : Juan Araujo, footballeur espagnol (° 24 novembre 1920).
- 2003 : Emmanuel Hamel, homme politique français (° 9 janvier 1922).
- 2005 : 
  - Nadia Anjuman, poétesse et journaliste afghane (° 1980).
  - Sheree North, actrice et danseuse américaine (° 17 janvier 1932).
- 2006 : 
  - Guy Ourisson, chimiste, biochimiste et professeur d'université français (° 26 mars 1926).
  - Sergi López Segú, footballeur espagnol (° 6 octobre 1967).
- 2007 : Cyprian Ekwensi, écrivain nigérian (° 26 septembre 1921).
- 2008 :
  - Lennart Bergelin, joueur de tennis puis entraîneur suédois (° 10 juin 1925).
  - Gérald Coppenrath, avocat français (° 27 avril 1922).
  - Michael Crichton, écrivain américain (° 23 octobre 1942).
  - Rosella Hightower, danseuse franco-américaine (° 10 janvier 1920).
  - Byron Lee, musicien, chanteur, compositeur et réalisateur artistique jamaïcain (° 27 juin 1935).
  - Sydney Lucas, vétéran de la Première Guerre mondiale britannique (° 21 septembre 1900).
  - Juan Camilo Mouriño, homme politique mexicain (° 1er août 1971).
- 2009 :
  - Hubertus Brandenburg, prélat suédois (° 17 novembre 1923).
  - Ivan Byakov, biathlète soviétique puis ukrainien (° 21 septembre 1944).
  - Kabun Mutō, homme politique japonais (° 18 novembre 1926).
- 2010 : 
  - Eugénie Blanchard, supercentenaire française, doyenne de l'humanité en 2010 (° 16 février 1896).
  - Tahar Cheriaa, réalisateur et scénariste tunisien (° 5 janvier 1927).
  - Antoine Duquesne, homme politique belge (° 3 février 1941).
  - Walter Isard, économiste et professeur d'université américain (° 19 avril 1919).
- 2011 :
  - Emmanuel de Bethune, homme politique belge (° 18 juillet 1930.
  - Cynthia Myers, actrice et modèle de charme américaine (° 12 septembre 1950).
  - Norman Foster Ramsey, physicien américain (° 27 août 1915).
  - Guillermo Sáenz, révolutionnaire colombien (° 22 juillet 1948).
  - Dieudonné Yougbaré, prélat catholique burkinabé (° 16 février 1917).
- 2012 :
  - Ted Curson, trompettiste de jazz américain (° 3 juin 1935).
  - Reg Pickett, footballeur anglais (° 6 janvier 1927).
- 2013 :
  - Hakon Barfod, skipper norvégien (° 17 août 1926).
  - Pierre Bonte, anthropologue et ethnologue français (° 25 août 1942).
  - Hans von Borsody, acteur allemand (° 20 septembre 1929).
  - Daniel Lefeuvre, historien français (° 11 août 1951).
  - Georg Wahl, cavalier et dresseur allemand (° 21 février 1920).
- 2014 : James Mwewa Spaita, prélat catholique zambien (° 8 avril 1934).
- 2015 : 
  - Ingo von Bredow, skipper allemand (° 12 décembre 1939).
  - Pascal Cribier, architecte-paysagiste français (° 21 septembre 1953).
  - Jacques Delval, écrivain français (° 14 octobre 1939).
  - René Girard, philosophe et académicien français au fauteuil no 37 (° 25 décembre 1923).
  - Melissa Mathison, scénariste américaine (° 3 juin 1950).
- 2016 :
  - Michel-Marcel Gougeon, jockey et driver français (° 1933).
  - Jean-Jacques Perrey, compositeur français (° 20 janvier 1929).
- 2018 : 
  - Jean-Jacques Bastian, adolescent résistant français en Alsace pendant la Seconde Guerre mondiale (° 10 juin 1924).
  - Jean-Pierre Marchand, réalisateur et scénariste français (° 20 mars 1924).
- 2020 : 
  - Jacques Glowinski, pharmacien et chercheur en neurobiologie et neuropharmacologie français, professeur au Collège de France, académicien ès sciences (° 30 août 1936).
  - Jean-Pierre Vincent, comédien, metteur en scène et directeur de théâtre français (° 26 août 1942).
- 2021 : 
  - Ibedul Gibbons, chef de Koror dans la république des Palaos (° 17 janvier 1944).
  - Francis Huré, résistant, diplomate et écrivain français (° 5 octobre 1916).
  - Mario Lavista, compositeur mexicain (° 3 avril 1943).
  - Ruth Ann Minner, femme politique américaine (° 17 janvier 1935).
  - François Yvinec, ancien dirigeant français et breton du club de football du Stade brestois (° vers 1932)[6].

## Célébrations

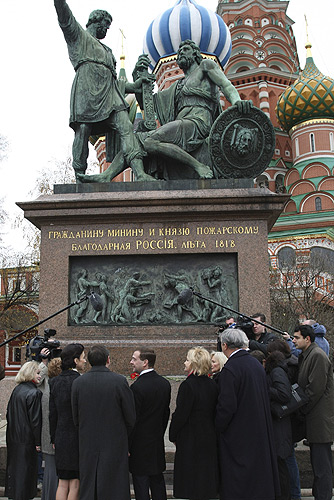
Célébration du jour de l'Unité nationale à Moscou en 2008

- Italie : commémoration de la victoire de la Première Guerre mondiale / Giornata dell'Unità Nazionale e delle Forze Armate (une semaine avant le 11 novembre français).
- Panama : fête du drapeau ci-contre ou día de la bandera[7].
- Russie : jour de l'Unité nationale commémorant la libération de Moscou occupée par la république des Deux Nations en 1612 (photographie ci-contre).
- Tonga (Océanie Pacifique) : fête nationale.

### Fêtes religieuses
- Fêtes religieuses romaines antiques : premier jour des Ludi Plebeii ou Jeux plébéiens organisés par les édiles de la plèbe à partir d'environ -293, jeux physiques voire scéniques ayant lieu d'abord sur cette seule journée du 4 september de l'a.s. puis étendus plus tard à quatorze jours jusqu'aux 17 novembre avant d'être ramenés à quatre jours des 12 aux 17 avec pour point d'orgue le 13.

### Saints des Églises chrétiennes

#### Catholiques et orthodoxes
Saints du jour,
- Amans († 487), Amans de Rodez, premier évêque de Rodez.
- Aymeric ou Émeric de Hongrie († 1031), prince hongrois.
- Byrnstan († 934), évêque de Winchester.
- Clair du Vexin (IXe siècle), martyr.
- Flour († 389), Flour de Lodève, évêque, fêté aussi le 1er juin.
- Grégoire († 990), prince fondateur de monastère.
- Joannice († 846), Joannice le Grand, ermite au mont Olympe de Bithynie.
- Modeste de Trève († v. 660), Abbesse.
- Nicandre (Ier siècle), Nicandre de Myre Hermas, évêque et prêtre martyrs.
- Perpète de Maestricht († v. 620), évêque de Maestricht.
- Pierius (IVe siècle), Prêtre d'Alexandrie.
- Vital et Agricole de Bologne († 304), martyrs.

#### Saints et bienheureux des Églises catholiques
Saints et béatifiés du jour :
- Charles Borromée, († 1584), archevêque de Milan.
- Félix de Valois († 1212), prince devenu ermite.
- Françoise d'Amboise († 1485), duchesse de Bretagne, puis carmélite, fondatrice d'un carmel, couvent de carmélites - bienheureuse.
- Girard († 1123), Moine en Anjou.
- Hélène Enselmini († 1251), Vierge clarisse - bienheureuse.

#### Saints orthodoxes du jour
Saints du jour aux dates parfois "juliennes" ou orientales:
- Jessé de Tsilkansk († VIe siècle), évêque, saint de l'Église géorgienne.
- Mercure des Grottes de Kiev (XIVe siècle) dit aussi « le Jeûneur », moine.
- Simon de Yurieviets († 1584), "fol en Christ".

### Prénoms
Bonne fête aux Charles, ses autres formes linguistiques ou diminutifs : Carl, Carlo, Carlos, Charlet, Charley, Charlie, Charlot, Charly, Karl, Karel ou Karol ; et leurs nombreux composés voire variantes féminines (voir aussi 17 juillet).
Et aussi aux :
- Amance et ses variantes : Amans et Amant, ainsi qu'Amace et Amandio.
- Aymeric et ses variantes Aimeric, Aimerick, Aymeri, Aymerick, Aymerie et Aymerik.
- Émeric et ses variantes Émerick, Émerik, Émery, Émeryc et Émeryck.
- Flour et ses dérivés : Fleuret, Floret.
- Girard.
- Jessé et ses variantes ou diminutifs Jess, Jesse, Jessée, Jessie, Jessy et Jessye ; et au féminin : Jessie, Jessy, Jessye et Jessica, Jessika, Jessyca, Jessyka, (D)Jess.
- Juvad et ses variantes aussi bretonnes comme Juvat, etc.
- Vital et ses variantes : Vitalien et Vitalis ; et leurs formes féminines : Vitalie et Vitaline.

## Traditions et superstitions

### Dicton du jour
« À saint-Charles, la gelée parle. »

### Astrologie
- Signe du zodiaque : 13e jour du Scorpion.